# Полищук, Георгий Максимович
Георгий Максимович Полищук (род. 30 августа 1940 года) — советский и российский военный деятель и учёный в области создания ракетно-космической техники, доктор технических наук, профессор, генерал-лейтенант. Заместитель начальника ГРУ ГШ ВС СССР — ГРУ ГШ ВС РФ (1989—1998). Генеральный конструктор и генеральный директор НПО имени С. А. Лавочкина (2005—2009). Заслуженный деятель науки Российской Федерации (2009). Лауреат Государственной премии Российской Федерации (1993) и Премии Правительства Российской Федерации в области науки и техники (2002). 

## Биография
Родился 30 августа 1940 года в городе Хмельник Винницкой области.
С 1957 по 1960 год обучался в Казанском артиллерийском техническом училище. С 1960 по 1964 год служил в Ракетных войсках стратегического назначения СССР на различных инженерно-командных должностях.
С 1964 по 1967 год обучался на инженерном факультете Военной академии имени Ф. Э. Дзержинского получив специализацию военного инженера-радиоэлектроника. С 1967 года служил в центральном аппарате Главном разведывательном управлении Генерального штаба ВС СССР на различных должностях, в том числе: помощник, старший помощник и начальник отдела радиотехнической разведки. С 1986 по 1988 год обучался на Высших академических курсах в Военной ордена Ленина Краснознамённой ордена Суворова академии Генерального штаба Вооружённых Сил СССР имени К. Е. Ворошилова. С 1988 по 1989 год — начальник 11-го управления (Центр космической разведки) Главного разведывательного управления ГШ ВС СССР. С 1989 по 1998 год — заместитель начальника ГРУ ГШ ВС СССР — ГРУ ГШ ВС РФ, руководил в военной разведке вопросами в области военно-космической тематики.
С 1998 года работал в центральном аппарате Роскосмоса: с 1998 по 1999 год — начальник Управления космических средств дистанционного зондирования, с 1999 по 2005 год — заместитель генерального директора и руководителя Федерального космического агентства. С 2005 по 2009 год — генеральный конструктор и генеральный директор НПО имени С. А. Лавочкина, Г. М. Полищук участвовал в  разработке средств зондирования Земли, связи, навигации и космических аппаратов научного назначения, являлся одним из авторов национальной программы вооружения ракетно-космическими средствами и Федеральной космической программы Российской Федерации. Г. М. Полищук являлся заместителем председателя совета РФФИ. В 1986 году Г. М. Полищук защитил диссертацию на соискание учёной степени доктор технических наук, в 1989 году ВАК СССР ему присвоило учёное звание профессор. Помимо основной деятельности Г. М. Полищук занимался педагогической работой в Московском институте радиоэлектроники и автоматики в качестве профессора. С 1992 года был избран академиком РАЕН. С 1995 года был избран член-корреспондентом Российской академии ракетных и артиллерийских наук и являлся членом диссертационного совета РАРАН, из под его пера вышло более двухсот научных работ.

## Награды
- Орден «За военные заслуги» (1997)
- Орден Красной Звезды (1987)
- Медаль «За боевые заслуги» (1962)
- Орден «За заслуги» III степени (11 апреля 2006 года, Украина) — за значительный личный вклад в развитие научно-технического сотрудничества между Украиной и Российской Федерацией, реализацию совместных проектов в области ракетно-космической техники (2006)[6]
- Заслуженный деятель науки Российской Федерации (24 августа 2009 года) — за заслуги в научной деятельности и многолетнюю добросовестную работу[7]
- Государственная премия Российской Федерации (1993)
- Премия Правительства Российской Федерации в области науки и техники (2002)[1][2][3]
- Почётная грамота Правительства Российской Федерации (11 августа 2000 года) — за большой личный вклад в развитие ракетно-космической промышленности и многолетний добросовестный труд[8]
- Золотая медаль имени академика В.Ф. Уткина[9].